# Verdienter Werktätiger des Bereiches der haus- und kommunalwirtschaftlichen Dienstleistungen der Deutschen Demokratischen Republik
Verdienter Werktätiger des Bereiches der haus- und kommunalwirtschaftlichen Dienstleistungen der Deutschen Demokratischen Republik war eine staatliche Auszeichnung  der Deutschen Demokratischen Republik (DDR), welche in Form eines Ehrentitels mit Urkunde und einer tragbaren Medaille verliehen wurde. 

## Beschreibung
Gestiftet wurde der Titel am 30. Januar 1975. Seine Verleihung erfolgte für hervorragende Leistungen bei der Lösung volkswirtschaftlicher Aufgaben des Bereichs der haus- und kommunalwirtschaftlichen Dienstleistungen, aber auch für Verdienste und Initiativen im Wettbewerb sowie für ausgezeichnete Leistungen auf wissenschaftlich-technischem Gebiet. Des Weiteren auch für Leistungen bei der Rationalisierung oder für die Ausführung neuer bedarfsgerechter Dienstleistungsarten und letztendlich auch für langjährige vorbildliche Einsatzbereitschaft in diesem Gebiet. Die Anzahl der Höchstverleihungen war pro Jahr auf 55 Ehrentitel begrenzt.

## Medaille zum Ehrentitel

### Aussehen
Die vergoldete Medaille mit einem Durchmesser von 30 mm zeigt auf ihren Avers die mittig erhaben und verschlungenen Buchstaben DL (Dienstleistung), welche von einem, unten gekreuzten nach oben hin offenen Lorbeerkranz eingefasst sind. Das Revers der Medaille zeigt oben das kleine Staatswappen der DDR unter die darunter liegende Inschrift: VERDIENTER WERKTÄTIGER / DES BEREICHS DER / HAUS- UND KOMMUNALWIRT- / SCHAFTLICHER DIENST- / LEISTUNGEN.

### Trageweise
Getragen wurde die Medaille auf der linken oberen Brustseite an einem 25 × 14 mm blau bezogenen Ordensband. Auf ihm sind zwei senkrechte orange Streifen von 3 mm Breite eingewebt, die 3 mm vom Saum entfernt sind.